# Мазепинська еміграція
Мазепинська еміграція — соціальне і політичне явище, пов'язане з перебуванням та діяльністю в 1709 — 1750-х рр. в Османській імперії, Кримському ханстві, Молдовському князівстві, Шведському королівстві, Речі Посполитій, Французькому королівстві, «Священній Римській імперії германської нації» й інших державах генеральних та інших старшин, козаків і їхніх родин з Гетьманщини та Запорозької Січі. Виникла в результаті поразки союзних військ гетьмана І.Мазепи та шведського короля Карла XII у військовій кампанії 1708–09 проти Московського царства під час Північної війни 1700—1721.
М.е. сформувалася з частини запорозьких козаків, які після зруйнування Чортомлицької Січі 25 (14) травня 1709 московськими військами перейшли на територію Кримського ханату, а також з генеральних та ін. старшин, городового козацтва, котрі після поразки військ І.Мазепи та Карла XII в Полтавській битві 8–9 липня (27–28 червня) 1709 відступили на територію Очаківського ейялету та Бендерського ейялету Османської імперії.
Еміграція була зумовлена політичними мотивами — неприйняттям частиною старшин, городового та запорозького козацтва централізаційної політики уряду Московського царства та прагненням відокремити з останньої Гетьманщину та Запорозьку Січ. Еміграційний рух був активізований масовими репресіями проти «мазепинців», проголошенням запорозького козацтва поза законом указом московського царя Петра І від 26 травня 1709, відмовою царських представників (кн. О.Меншикова та ін.) прийняти капітуляцію запорозького козацтва разом із шведськими військами, включенням царем Петром I території Запорозької Січі до Миргородського полку.

## Еміграція з Гетьманщини
Еміграція з Гетьманщини очолювалася гетьман. урядом І.Мазепи, а згодом — П.Орлика. Ці уряди проголошували себе єдиними легітимними представниками Гетьманщини, вступали в дипломатичні відносини з ін. д-вами, ухвалювали нормативно-правові акти тощо. Еміграція з Гетьманщини у своєму розвиткові пройшла кілька етапів, істотно змінюючи свій характер: а) масова політ. еміграція 1709–14 в Осман. імперії та Молдав. князівстві; б) втрата еміграцією масового характеру, перебування групи ген. старшин уряду П.Орлика 1715–20 у Швед. королівстві; в) розпад уряду П.Орлика і втрата еміграцією організованого характеру, її розпорошення по різних країнах 1720–42; г) втрата М.е. політ. характеру, її згасання в 1742 — 50-х рр.
29 червня 1709 частина «мазепинців» (прибл. 2 тис. осіб) на чолі з гетьманом І.Мазепою переправилася через Дніпро біля м-ка Переволочна та залишила володіння Московського царства. 7 липня 1709 вони перейшли кордон Осман. імперії біля м. Очаків, отримали дозвіл на перебування в м. Бендери (нині місто в Молдові) і прибули туди 1 серпня 1709. Городове козацтво (див. Городові козаки) розміщувалося в с. Варниця біля Бендер.
Серед емігрантів було бл. 45 старшинських родин, зокрема генеральний обозний І.Ломиковський, генеральний писар П.Орлик, генеральні бунчужні І.Максимович та Ф.Мирович, прилуцький полк. Д.Горленко, племінник І.Мазепи А.Войнаровський та ін., а також бл. 500 городових і запороз. козаків. Протягом кількох років їхня кількість збільшилася до кількох тисяч за рахунок індивідуальної еміграції укр. козаків з Московського царства.
У серпні 1709 частина старшин переїхала до м. Ясси (нині місто в Румунії) в Молдав. князівстві. Після смерті гетьмана І.Мазепи 22 вересня 1709 М.е. розпочала суд. процес за його спадщину, відомий як «Бендерська комісія» 1709, який закінчився поразкою представників гетьман. уряду та Коша Запорозької Січі на користь А.Войнаровського.
5 квітня 1710 в м. Бендери відбулася рада козацька, на якій було обрано нового гетьмана — П.Орлика, його уряд, а також затверджено «Договір і постанову між гетьманом Орликом та Військом Запорозьким» (відомі як «Пакти і Конституції прав і вольностей Війська Запорозького» 1710). Ген. обозним залишився І.Ломиковський, генеральним суддею став К.Довгополий, ген. писарем — І.Максимович, генеральними осавулами — Г.Герцик та Ф.Мирович. 1711–14 М.е. брала на боці Османської імперії участь у російсько-турецькій війні 1710—1713, а також воювала з Річчю Посполитою за опанування Правобережною Україною та Лівобережною Україною.
Членів родин представників М.е., які залишилися в Гетьманщині, 1708–12 царський уряд піддав репресіям, зокрема, позбавив усіх або частки земельних володінь, деяких вислав до Москви чи Сибіру. Більша частина старшин-емігрантів, починаючи від 1709, за посередництва гетьмана І.Скоропадського, молдов. кн. Д.Кантеміра та єрусалимського патріарха Хрисанфа намагалася отримати царську амністію. Іменні дозволи на повернення до Московського царства були надані царем Петром I 1713; гарантувалася амністія, але без повернення відібраних маєтків. Близько 30 старшин з родинами вернулися з еміграції влітку 1714 і незабаром були засуджені на довічне заслання. У березні 1714 до Московського царства повернулося понад 500 козаків; їх було розселено біля Конотопа та Глухова. У квітні 1714 московське посольство в Осман. імперії запевнило решту емігрантів в амністії.
Гетьман П.Орлик з родиною та 24 старшинами, які складали його еміграційний уряд (зокрема, Г.Герцик, І.Герцик, О.Герцик (див. Герцики), Ф.Мирович (див. Мировичі), Ф.Нахимовський, К.Довгополий, Ф.Третяк, І.Бистрицький), 23 жовтня 1714 виїхав з Бендер та 1715 прибув до Швед. королівства, де проживав у м. Істад (провінція Сканія). А.Войнаровський 1714 виїхав до Гамбурга (Німеччина), де 1716 був заарештований московськими резидентами та вивезений до Санкт-Петербурга, а потім — до Якутська (нині столиця Республіки Саха (Якутії), РФ).
1719 частину старшин (Г.Герцика, Ф.Нахимовського, Ф.Мировича) П.Орлик направив з посольством до Крим. ханату та Олешківської Січі. Г.Герцик був заарештований московськими представниками у Варшаві 1720 і засланий до Москви. Ф.Нахимовський і Ф.Мирович були депортовані з Осман. імперії та оселилися в Речі Посполитій (у Галичині). На цьому діяльність еміграційного уряду П.Орлика фактично припинилася.
11 жовтня 1720 П.Орлик з родиною та рештою старшин виїхав зі Швеції і після відмови «Священної Римської імперії германської нації» надати йому політ. притулок 10 березня 1722 перейшов до Осман. імперії, де, за розпорядженням султанського уряду, був поселений у м. Серес (нині місто в Македонії), а потім — у м. Салоніки (нині місто в Греції).
1734–35 П.Орлик разом з І.Герциком, Ф.Мировичем, Ф.Нахимовським намагався утворити новий політ. центр еміграції в м. Каушани (адм. центр Буджацької орди; нині м. Каушень, Молдова), а згодом — у Бендерах. Після 1735 Ф.Мирович та Ф.Нахимовський вернулися до Речі Посполитої, а 1754 переселилися до м. Бахчисарай у Крим. ханаті. Брат Ф.Мировича Іван 1731 виїхав з Російської імперії, став радником крим. хана, був крим. послом у Прусському королівстві.
Син П.Орлика Г.Орлик перебував на військ. службі в Саксонії, а потім — у Франції, де дослужився до чину генерал-лейтенанта. Він прийняв на франц. службу групу запороз. козаків, а 1735 подавав франц. урядові проект організації Запороз. Січі на р. Рейн для охорони франц. кордону.
Із смертю П.Орлика 24 травня 1742, І.Мировича — в 1753, Ф.Мировича та Ф.Нахимовського — в 1758, Г.Орлика — 14 листопада 1759 М.е. фактично перестала існувати.

## Еміграція із Запорозької Січі
Запорозьке козацтво в еміграції здебільшого проживало та мало промисли між Дніпром і Дністром, його центром 1709–11 була Кам'янська Січ. Частина запорожців на чолі з кошовим отаманом К.Гордієнком 1709–11 перебувала в с. Варниця біля м. Бендери. Згідно з указом московського царя Петра I від 26 травня 1709 запорожці поодинці або невеликими групами могли повертатися в межі володінь Московського царства; їх розселяли в Гетьманщині.
За Кайрським договором 23 січня 1711 між урядом гетьмана П.Орлика та Крим. ханатом запороз. козаки отримали право на проживання на землях Крим. ханату, були звільнені від подушного податку, отримали право на безмитну торгівлю та неоподатковувані промисли (рибальство, видобуток солі тощо). Натомість запорожці були зобов'язані брати участь у війнах Крим. ханату, надавати допомогу у фортифікаційних роботах. Запорожці брали участь в охороні кордонів ханату з Річчю Посполитою. Крим. ханат виділяв щорічну грошову допомогу запороз. козацтву, а також прибутки від частини переправ на Дніпрі.
Згідно з Прутським трактатом 12 липня 1711, Константинопольським мирним договором 13 (2) квітня 1712 та Адріанопольським мирним договором 13 червня 1713 Московське царство відмовилося від території Запорозької Січі, яка увійшла до Кримського ханату. Еміграційний період запороз. козацтва закінчився його поверненням на землі Запорозької Січі 1711 та політ. розривом з урядом гетьмана П.Орлика (щонайпізніше — 1712).
1733 невелика частина запороз. козаків перейшла на територію Крим. ханату до м. Каушани і принаймні до 1735 визнавала владу гетьмана П.Орлика.

## Дипломатія мазепинської еміграції
Правовою основою участі Гетьманщини (уряду І.Мазепи) у війні проти Московського царства на боці швед. короля Карла XII був договір, укладений у с. Великі Будища (нині село Диканського р-ну Полтав. обл.) 8 квітня 1709 окремо І.Мазепою та Кошем Запороз. Січі. Згідно з ним, Карл XII зобов'язався не укладати мир з Московським царством доти, доки від нього не буде відокремлено Гетьманщину. Імовірно, договір установлював швед. протекторат над Гетьманщиною та Вольностями Війська Запорозького низового. Протекторат було підтверджено в «Пактах і Конституціях прав і вольностей Війська Запорозького» 1710. Там також вказувалося, що вибори гетьмана відбулися з дозволу швед. короля Карла XII, а від гетьмана вимагалося домогтися від швед. короля по закінченні Північної війни безстрокового договору про протекторат над Гетьманщиною. 10 травня 1710 «Пакти і Конституції…» було затверджено грамотою Карла XII. Збереження швед. протекторату над Гетьманщиною та Запороз. Січчю було постійною вимогою уряду П.Орлика на переговорах з Крим. ханатом і Осман. імперією 1710–12, проте у відповідних договорах його не визнано.
Відносини М.е. з Крим. ханатом розпочалися 1709 посольством А.Войнаровського, який запропонував від імені уряду І.Мазепи за татар. військ. допомогу взяти на себе скасовані раніше зобов'язання Московського царства з виплати ханатові щорічної данини (упоминок), а також знести збудовані на кордоні з ханатом фортеці. Переговори відбувалися й пізніше, протягом 1709–10. У грудні 1710 делегація від М.е., маючи інструкцію від П.Орлика (Головні пункти для переговорів про договір з ханом та Кримською державою), розпочала нові переговори з Крим. ханатом, які закінчилися підписанням 23 січня 1711 Кайрського договору.
Переговори М.е. з Осман. імперією проводилися на основі інструкцій П.Орлика від 3 листопада 1711 («Настанови для… надзвичайних посланців Війська Запорозького до Найяснішої Порти Оттоманської у справі визволення нашої Вітчизни, Малоросії, з обох боків Дніпра, від жахливого московського ярма…»). Згідно з документом, Осман. імперія мала укласти з Московським царством договір про відмову останнього від території Гетьманщини, гарантувати недоторканність кордонів Гетьманщини з Московським царством та Річчю Посполитою. Пропонувався крим. протекторат над Гетьманщиною, який мав гарантуватися Осман. імперією; при цьому проголошувався й швед. протекторат. Гетьманщина в складі Ліво- та Правобережної України і земель Запороз. Січі мала стати несуверенною д-вою, повністю автономною в політ. та екон. сферах, з власною зовн. політикою; розміщення крим. та осман. гарнізонів у ній мало бути заборонене. Укр. правосл. церква мала підпорядкуватися Константинопольському патріархатові, поширення ін. конфесій у Гетьманщині заборонялося. За Гетьманщиною (власне за Запороз. Січчю) мали бути збережені землі в Нижньому Подніпров'ї, отримані Московським царством від Крим. ханату та Осман. імперії за Константинопольським мирним договором 1700. Укр. купці на всій території Осман. імперії звільнялися від сплати ввізного мита. Виданий султаном Агмедом III між 25 і 28 грудня 1711 привілей («Грамота великого пана султана Агмеда, що забезпечує гетьманові Орлику володіння всією Україною») проголошував Гетьманщину в складі Ліво- та Правобережної України і земель Запороз. Січі під протекторатом Осман. імперії, її внутр. політ. і екон. автономію, непорушність її кордонів, безмитну торгівлю для укр. купців. Обов'язком Гетьманщини було надання військ. допомоги імперії. Другий султанський привілей від 16 березня 1712 проголошував автономну Гетьманщину на Правобереж. Україні (окрім Києва з околицями) під осман. протекторатом, її обов'язок надавати військ. допомогу імперії. Перший привілей втратив чинність у зв'язку з укладенням Константинопольського мирного договору 13 (2) квітня 1712 між Осман. імперією та Московським царством, другий — з укладенням 22 квітня 1714 мирного договору між Осман. імперією та Річчю Посполитою.
Неофіц. відносини уряду П.Орлика з Річчю Посполитою (представленою конкуруючими урядами Августа II Фридерика Сильного і Станіслава Лещинського) активізувалися 1712. М.е. пропонувала визнати суверенітет Речі Посполитої над Правобереж. Україною у разі визнання на цих землях особливих станових прав козацтва, включаючи самоврядування та становий суд. Безпосередніх відносин з рос. урядом М.е. не мала, але з ініціативи П.Орлика 1728–29 на міжнар. Суассонському конгресі пропонувалося розглянути питання про відновлення цілісності Гетьманщини (Право- і Лівобережна Україна та землі Запороз. Січі) як автономного політ. утворення у складі Російської імперії — на основі відновлення та міжнар. гарантування Переяславського договору 1654 (див. Березневі статті 1654). М.е. також вступала у відносини з дипломатами та урядовцями ін. європ. країн — як чинників, що могли вплинути на її відносини з Крим. ханатом, Осман. імперією, Річчю Посполитою, Рос. д-вою.

## Ідейна спадщина мазепинської еміграції
Політичні, правові, історичні концепції та погляди М.е. відображено в «Пактах і Конституціях прав і вольностей Війська Запорозького» 1710, політичних трактатах і маніфестах («Короткий вивід причин, якими Україна з Військом Запорозьким побуджена або властиво змушена була вийти з московської протекції» 1709, документах «Бендерської комісії» 1709, «Маніфесті до європейських урядів» 1712, «Виводі прав України» 1712 (автентичність сумнівна) та ін.), інструкціях послам на міжнародних переговорах, листуванні, матеріалах допитів «мазепинців» російськими властями, «Діярії подорожньому» П.Орлика, істор. творі "Замітки про Україну й козаків, про яких Європа мало що знає " Г.Орлика та ін.
Під час «Бендерської комісії» 1709 М.е. критично переосмислила проблеми держ. ладу та конституційного законодавства Гетьманщини, а саме: характер, формування й співвідношення органів влади, статус Запороз. Січі. Було засуджено авторитарні тенденції гетьманів, проголошено принципи обмеження і регламентації гетьман. влади, виборності всіх посад. Ці ідеї стали передумовою появи «Пактів і Конституцій прав і вольностей Війська Запорозького» 1710 — першого в Україні конституційного документа внутр. характеру. В ньому відображено ідеї про договірне походження д-ви, «вільний народ», міжстановий характер політ. влади, створено правові основи парламентаризму, демократизації всіх гілок влади, автономного статусу Запороз. Січі.
У зовнішньополіт. сфері новою ідеєю, яку запропонувала М.е. 1710, були багатосторонні міжнар. гарантії державності та територіальної цілісності Гетьманщини; цю ідею, щоправда, не вдалося реалізувати в міжнар. договорах. М.е. також створила нове ідеологізоване бачення укр. історії — хозаризм (хозарський міф) — ідею про хозар. походження укр. козаків (а отже, відсутність етнічної спорідненості з росіянами — на противагу ідеї про триєдиний «руський» народ), розвиток укр. (хозарської) державності до Київської Русі (на противагу ідеї про перетікання київ. періоду рос. історії у владимирський і московський, про династичну спадкоємність від Київ. Русі до Рос. д-ви), а також про прийняття українцями християнства ще до кн. київ. Володимира Святославича (на противагу ідеї про необхідність об'єднання всіх православних під владою єдиного суверенного правосл. монарха — рос. царя). Хозаризм одним із перших відобразив ідею про етнічну окремішність українців та їхнє право на власну д-ву.